# محمد المسبح
محمد المسبح مواليد 29 أبريل 2000، هو لاعب كرة قدم سعودي يلعب حالياً في نادي النعيرية.

## مسيرة اللاعب
لعب في نادي الخليج ونادي النور ونادي الغزوة ونادي النعيرية.